# Flashes of Life
Flashes of Life è un album del cantautore italiano Mike Francis, pubblicato nel 1988 dalla RCA.

## Tracce
Lato A
1. Still I'm Running Back to You
2. Don't Start Givin' Up
3. Lifeline
4. Young Lovers
5. Changes of the Heart

Lato B
1. Dusty Road
2. I Want You
3. I Don't Care
4. Fallin' on Down
5. Message in the Eyes

## Formazione
- Mike Francis – voce, tastiera
- Paolo Gianolio – chitarra elettrica
- Alessandro Centofanti – tastiera, pianoforte, Fender Rhodes
- Jeff Connors – chitarra elettrica
- Davide Romani – tastiera, programmazione, basso
- Agostino Marangolo – batteria
- Rudy Trevisi – sax
- Antonella Pepe, Charlie Cannon, Angela Parisi, Patrick Boothe, Dee Lewis, Ray Shell – cori